# Flinch
Flinch é uma banda de glam rock de Tampere, Finlândia formada em 2003.
A banda lançou seu primeiro single "Tuulet" em 2005, onde alcançou o número 2 nas paradas musicais finlandesas. O single seguinte "Liikaa" foi lançado no início de 2006 e alcançou o número 2 nas paradas.
O álbum de estréia da banda, Kuvastin, foi lançado em 2006 e alcançou o número 17 nas paradas de álbuns da Finlândia.
No início de 2007, houve uma mudança significativa na formação, e o líder Liimatainen se tornou o único membro original restante. Comentando sobre a separação, Liimatainen afirmou que "esse grupo chegou a um ponto em que não havia outra escolha senão a separação. Os ex-membros da banda queriam fazer outras coisas. Apesar das mudanças dentro da banda, os fãs permaneceram fiéis. Feedback até agora foi positivo ".
Em 9 de abril de 2008, a banda lançou seu segundo álbum, Irrallaan. Foi produzido por Jonne Aaron, irmão mais velho de Liimatainen e líder da banda Negative.

## Membros
- Mikko Häkkilä – guitarra
- Olli Laukkanen – guitarra
- Tuukka Hänninen – baixo
- Juuso Valkeala – bateria
- Ville Liimatainen – vocais

## Discografia
Álbuns de estúdio
- Kuvastin (2006)
- Irrallaan (2008)